# Média Matin Québec
Média Matin Québec était un journal quotidien de Québec. Il était édité et rédigé par les employés en lock-out du Journal de Québec. 
Sa création, le 22 avril 2007, avait été la riposte des employés syndiqués du journal à l'imposition du lock-out par Quebecor, son propriétaire. Le lock-out, qui concernait les employés de la rédaction et de bureau, avait aussitôt été suivi par une grève des employés de l'imprimerie. C'était le premier quotidien gratuit distribué dans la ville de Québec et les environs. Il publiait également une version Internet. Il a cessé de publier le vendredi 8 août 2008, à la suite de la fin du conflit de travail.
Les revendications des travailleurs. représentés par le Syndicat canadien de la fonction publique, ne concernaient pas principalement les salaires, ni les vacances, mais plutôt de privilégier le contenu provenant de la ville de Québec et de s'opposer aux coupures d'emplois et à la sous-traitance à Toronto et Kanata.
Le journal paraissait du lundi au vendredi. Son tirage était de 200 000 exemplaires par semaine, soit en moyenne 40 000 exemplaires par jour de semaine.
Peu après la création du Média Matin Québec, Quebecor a tenté d'empêcher sa publication, alléguant que ses employés se plaçaient en situation de conflit d'intérêts en travaillant pour un autre journal. Un juge de la Cour supérieure du Québec a cependant rejeté la demande d'injonction, estimant qu'il n'avait pas la capacité de faire cesser un moyen de pression efficace, protégé de surcroît par la Charte des droits et libertés.
Un accord de principe a été trouvé dans le conflit au Journal de Québec le 2 juillet 2008, après presque 15 mois de conflit. Les salaires ont été augmentés de 2,5 % par an, des vacances supplémentaires ont été accordées pour les employés temporaires et les employés ont accepté une hausse de la durée hebdomadaire du travail de 32 à 37,5 heures. Le Média Matin Québec a continué à être publié jusqu'au retour effectif au travail, intervenu au début d'août 2008.
Un journal syndical sera publié lors du lock-out au Journal de Montréal de 2009 sous le nom de Rue Frontenac.

## Principaux collaborateurs

### Chroniqueurs
- Alain BERGERON
- Albert LADOUCEUR
- Annie ST-PIERRE
- Daniel PAQUET
- Gilles MIREAULT
- Gilles MOFFET
- Karine GAGNON
- Mario MORISSETTE
- Martial LAPOINTE
- Michel HEBERT
- Régys CARON
- Simon CLICHE
- Yves LECLERC
- Mario FRASER